# Tour Apogée
Pour les articles homonymes, voir Apogée (homonymie).
La tour Apogée est un projet avorté de gratte-ciel pour le 13e arrondissement de Paris, qui a vu le jour dans les années 1960 dans le cadre du programme Italie 13. Il devait s'élever au sud de la place d'Italie, à l'emplacement de l'actuel bâtiment Grand Écran dans lequel sont installés le centre commercial Italie 2 et le complexe cinématographique Grand Écran Italie.

## Histoire
Dans le plan le plus ambitieux, cette tour mixte de bureaux et de logements devait être la plus haute tour de France, plus élevée que la tour Montparnasse et ses 210 m. Le projet est abandonné en 1975 après  l'arrivée à la présidence de la République de Valéry Giscard d'Estaing en 1974, qui, défavorable à un urbanisme en hauteur pour la capitale, fait annuler le permis de construire. Cet échec est l'un des symboles du tournant pris par la capitale avec la fin de l'ère des grandes tours dans Paris intra muros et des projets de construction d'autoroutes urbaines.
À la suite de l'abandon définitif du projet, l'État est condamné en 1980 par le tribunal administratif de Paris à verser 324 millions de francs au promoteur, condamnation ramenée à 149 millions par le Conseil d'État.
Une sorte de mât ou de campanile multicolore et une arche transparente devant faire la liaison entre la partie de l'arrondissement construite au XIXe siècle et le quartier des tours construites dans les années 1960-1970, conçu par l'architecte Kenzō Tange, occupe aujourd'hui l'emplacement prévu pour la tour Apogée et sert d'entrée au centre commercial Italie 2.
Les principales voies qui se seraient trouvées autour d'elle sont les boulevards Vincent-Auriol, de l'Hôpital, Auguste-Blanqui et les avenues des Gobelins, de Choisy et d'Italie.